# Cleveland
|  | Per a altres significats, vegeu «Cleveland (desambiguació)». |

Cleveland és la capital del comtat de Cuyahoga, el comtat més poblat de l'estat d'Ohio als Estats Units. El municipi està situat en el nord-est d'Ohio, a la riba sud del llac Erie, aproximadament a 100 km a l'oest de la frontera de Pennsilvània. Va ser fundada el 1796 a prop de la desembocadura del riu Cuyahoga, i es va convertir en un centre manufacturer a causa de la seva situació en el cap de nombrosos canals i línies de ferrocarril. Amb la disminució de la manufactura pesant, els negocis de Cleveland s'han diversificat en el sector serveis, incloent serveis financers, assegurances i assistència sanitària.
Segons el cens dels Estats Units del 2000, la ciutat tenia una població total de 478.403 habitants, cosa que la feia la 33a ciutat més gran de la nació i la segona més gran d'Ohio. Les estimacions recents de l'Oficina del Cens dels Estats Units mostren que actualment és la trenta-sisena ciutat més gran de la nació. Els residents de la ciutat i els turistes es beneficien de les inversions fetes per residents adinerats a la ciutat, en institucions artístiques i culturals, i la filantropia també va ajudar a establir un robust sistema de biblioteques públiques a la ciutat. Les inversions més recents han proporcionat a la ciutat atraccions turístiques al centre, com el Progressive Field, el Rock and Roll Hall of Fame, i el Playhouse Square Center. En estudis realitzats per The Economist el 2005, Cleveland i Pittsburgh es van situar com les ciutats més habitables als Estats Units, i la ciutat es va situar com la millor ciutat per a trobades de negocis als Estats Units continentals. No obstant això, la ciutat afronta continus desafiaments, en particular de pobresa concentrada en alguns barris i dificultats en el pagament i lliurament d'educació pública d'alta qualitat. Els residents de Cleveland són normalment coneguts com a Clevelanders. Algunes de les seves ciutats germanes inclouen Alexandria (Egipte), Bangalore (Índia), Bratislava (Eslovàquia), Ljubljana (Eslovènia), Miskolc (Hongria) i Volgograd (Rússia).

## Història
Cleveland va obtenir el seu nom el 22 de juliol de 1796, quan els perits de la Connecticut Land Company van traçar la Western Reserve de Connecticut en municipis i una ciutat capital que anomenaren "Cleaveland" en honor del seu líder, el General Moses Cleaveland. Cleaveland va supervisar el pla per a l'àrea moderna del centre, centrant-se en la Public Square, abans de tornar a casa, per a no visitar mai més Ohio. El primer colon a Cleveland va ser Lorenzo Carter, que va construir una cabanya en les ribes del riu Cuyahoga. El poble de Cleaveland va ser incorporat el 23 de desembre de 1814. L'ortografia del nom de la ciutat va ser posteriorment canviat a "Cleveland" quan, el 1831, una "a" va ser llevada de manera que el nom podia cabre en la capçalera d'un periòdic.

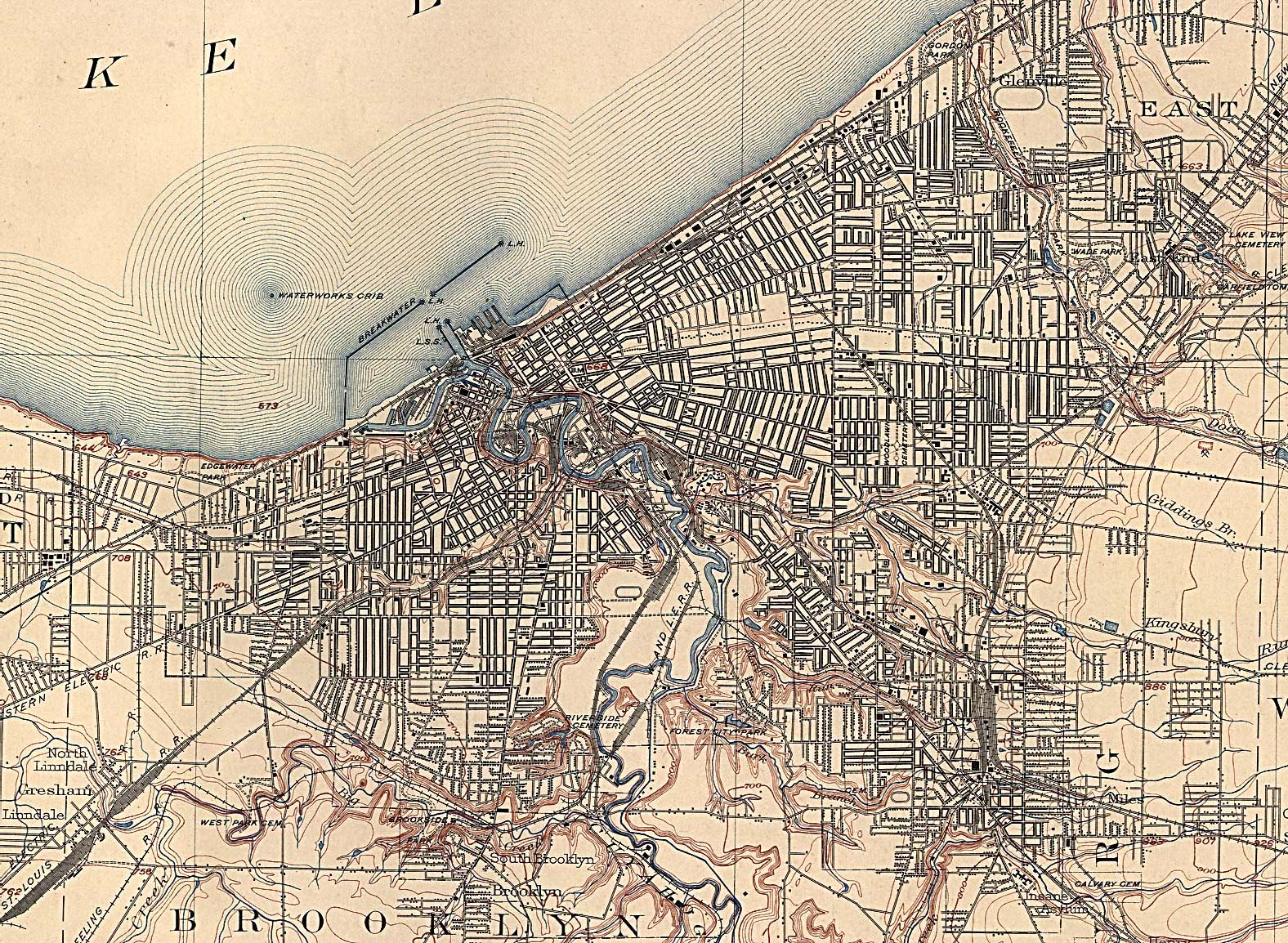
Mapa de Cleveland el 1904.

Encara que inicialment no era gaire atractiu — per la proximitat a terres baixes i pantanoses, amb hiverns durs que no animava l'assentament — el lloc va resultar providencial. La ciutat va començar a créixer ràpidament després de la finalització del canal d'Ohio i Erie el 1832, convertint a la ciutat en un enllaç clau entre el riu Ohio i els Grans Llacs (convertint-se en un enllaç crític entre l'oceà Atlàntic a través del canal de Sant Llorenç i el golf de Mèxic a través del riu Mississipi), i particularment una vegada es van afegir els enllaços de ferrocarril a la ciutat. El ràpid creixement va resultar en la incorporació de Cleveland com a ciutat el 1836. L'any següent, la ciutat, llavors situada només en la riba est del riu Cuyahoga, gairebé esclata en una guerra oberta amb la veïna ciutat d'Ohio (des de llavors annexionada), sobre un pont que connectava ambdues ciutats. Com un punt a mig camí pel mineral de ferro que venia de Minnesota travessant els Grans Llacs i pel carbó i altres matèries primeres que venia per ferrocarril del sud, el lloc va prosperar. Cleveland es va convertir en un dels majors centres manufacturers i de població dels Estats Units, i va ser la seu de nombroses grans signatures de l'acer. El fundador de Standard Oil, John D. Rockefeller va fer la seva fortuna allí, i el 1920 era la cinquena ciutat més gran del país. La ciutat també va ser un dels centres del moviment progressiu nacional, encapçalat localment per l'alcalde Tom L. Johnson. Molts clevelanders d'aquesta era estan enterrats a l'històric Cementiri Lake View, juntament amb James A. Garfield, el vintè President dels Estats Units.

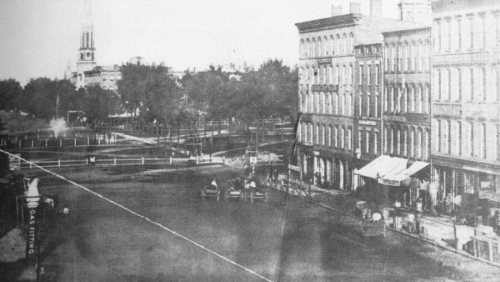
Cleveland el 1857.

En commemoració del centenari de la incorporació de Cleveland com a ciutat, l'Exposició dels Grans Llacs va debutar al juny de 1936 al costat de la riba nord del llac Erie. Concebut com una manera d'impulsar a la ciutat, fortament afectada per la Gran depressió, va atreure a 4 milions de visitants en la seva primera temporada, i 7 milions al final de la seva segona i última temporada al setembre de 1937. L'exposició es va situar en terres que ara són usades pel Centre científic dels Grans Llacs, el Rock and Roll Hall of Fame, i l'Aeroport Burke Lakefront, entre d'altres.
Immediatament després de la Segona Guerra Mundial, la ciutat va experimentar un breu boom. En esports, els Cleveland Indians van guanyar les Sèries Mundials de 1948 de beisbol, els Cleveland Browns van dominar el futbol americà professional en els anys 1950. Els negocis van proclamar que Cleveland era el "millor lloc de la nació". La població de la ciutat va aconseguir el seu màxim de 914.808 habitants, i el 1949 Cleveland va ser nomenada una All-America City per primera vegada. En els anys 1960, no obstant això, les indústries pesants van començar a caure en picat i els residents van buscar nous habitatges als afores.

## Geografia i clima

### Geografia
Cleveland està situada a 41° 28′ 56″ N, 81° 40′ 11″ O / 41.48222°N,81.66972°O. Segons l'Oficina del cens dels Estats Units, la ciutat té una superfície total de 213,5 km². D'aquests, 201,0 km² és terra i 12,5 km² és aigua. La superfície d'aigua representa un 5,87% de la superfície total.

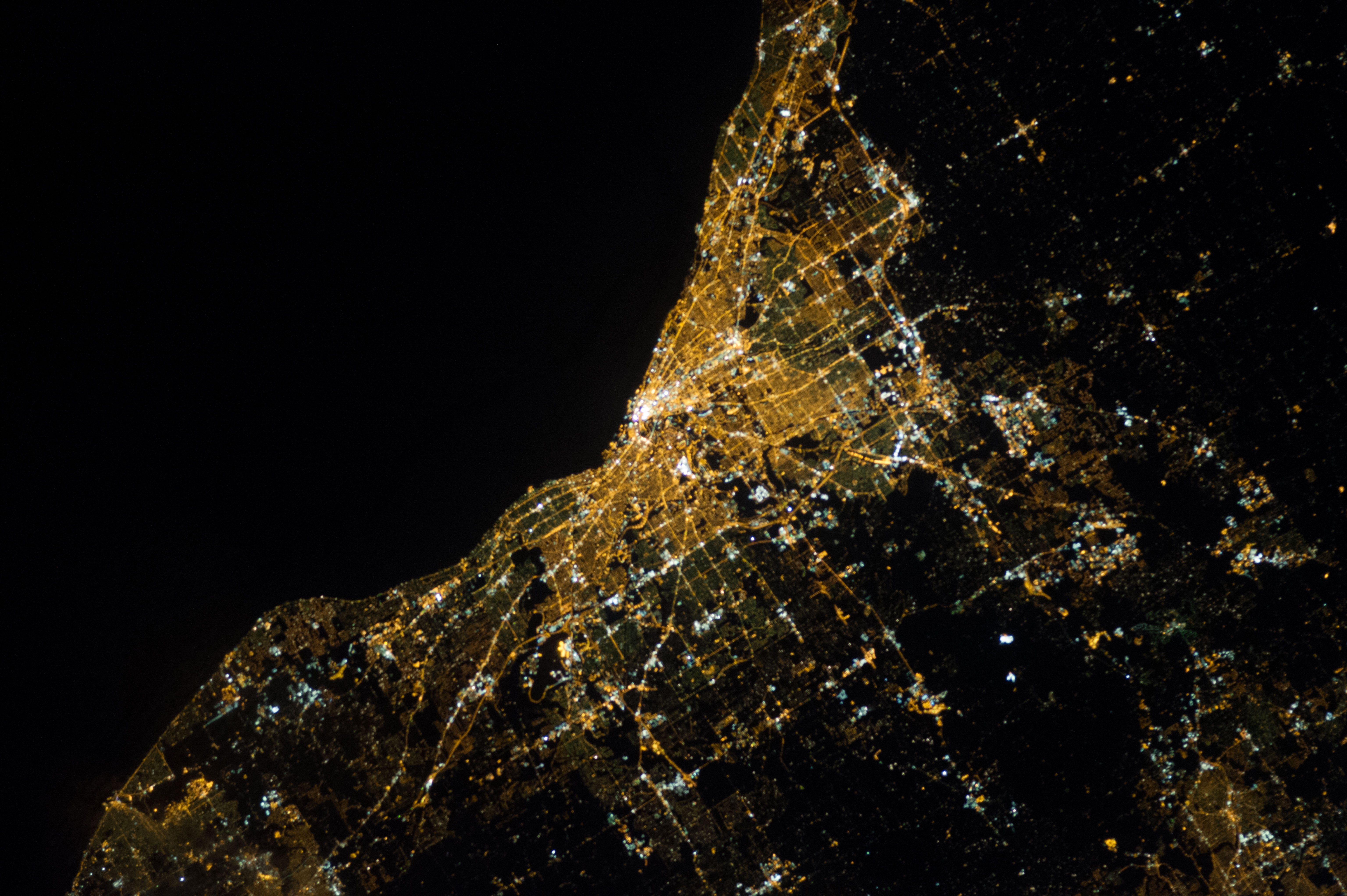
Vista de satèl·lit de Cleveland.

La riba del llac Erie està a 173 m sobre el nivell del mar; no obstant això, la ciutat s'assenta en una sèrie de cingles irregulars que es troben paral·lels al llac. A Cleveland aquests cingles estan tallats principalment pel riu Cuyahoga, Big Creek, i Euclid Creek. La terra puja ràpidament des de la riba del llac. La plaça central, a menys de 2 km) a l'interior, jeu sobre una elevació de 198 m, i l'Aeroport Hopkins, a només 8 km a l'interior des del llac, està a una elevació de 235 m.

### Paisatge urbà
L'arquitectura del centre de Cleveland és variada. Molts dels edificis governamentals i civils, incloent l'Ajuntament, el palau de justícia del Comtat de Cuyahoga, la Biblioteca Pública de Cleveland i l'Auditori Públic estan agrupats al voltant d'un centre comercial obert i comparteixen una arquitectura neoclàssica comuna. Construïts a principis del segle xx, són el resultat del Group Pla de 1903, i constitueixen un dels exemples més complets de disseny City Beautiful als Estats Units. La Terminal Tower, construïda el 1930, va ser l'edifici més alt dels Estats Units exceptuant Nova York fins al 1967 i el més alt de la ciutat fins al 1991. És un gratacel prototípic de Beaux Arts Village. Els dos nous gratacels a la plaça del centre, Key Tower (actualment l'edifici més alt d'Ohio) i el BP Building, combinen elements d'arquitectura Art déco amb dissenys postmoderns. Un altre dels tresors arquitectònics de Cleveland és The Arcade (de vegades anomenat Old Arcade), una arcada construïda el 1890 i renovada el 2001 com el Hyatt Regency Hotel.
Anant cap a l'est des de la plaça central a través de l'University Circle està l'Euclid Avenue, que en un temps rivalitzava amb la Cinquena Avinguda de Nova York per prestigi i elegància. L'Euclid Avenue va ser cèlebre com la llar de noms coneguts internacionalment com ara Rockefeller, Marcus Hanna i John Milton.
El sistema de parcs metropolitans, inclou quatre parcs a Cleveland. En el Big Creek valley s'assenta el Cleveland Metroparks Zoo, que conté la col·lecció més gran de primats de qualsevol zoo dels Estats Units. Els altres tres parcs són Brookside Park i parts del Rocky River i les reserves de Washington. A part dels parcs metropolitans, està el Cleveland Lakefront State Park, que proporciona accés públic al llac Erie. Entre els seus sis parcs estan l'Edgewater Park, situat entre el Cleveland Memorial Shoreway i el llac Erie a l'oest del centre, i Euclid Beach Park i Gordon Park en la part est. El parc Rockefeller, amb la seva multitud de jardins culturals en honor dels grups ètnics de la ciutat, segueix el Doan Brook a través de la part est de la ciutat.

### Cultura
La ciutat compta amb un museu de relleu internacional, el Museu d'Art de Cleveland, que alberga importants antiguitats medievals (escultures, peces d'orfebreria) així com pintures d'autors tan diversos com Fra Angelico, Tiziano, Rubens, Van Gogh, Picasso… El museu està tancat des de 2005 per obres de reforma, i ha aprofitat l'ocasió per prestar algunes de les seves peces al Getty Center de Los Angeles.
És seu de la Cleveland Orchestra, una de les grans orquestres dels Estats Units (a les quals col·loquialment se sol referir com "Big Five"). Fundada el 1918, el seu actual director titular és Franz Welser-Möst.

### Barris
El centre de Cleveland inclou barris d'ús mixt com el Flats i el Warehouse District, que estan ocupats per edificis industrials i d'oficines, i també per restaurants i bars. El nombre d'habitatges al centre en la forma de copropietats, lofts, i apartaments ha crescut durant els últims deu anys.

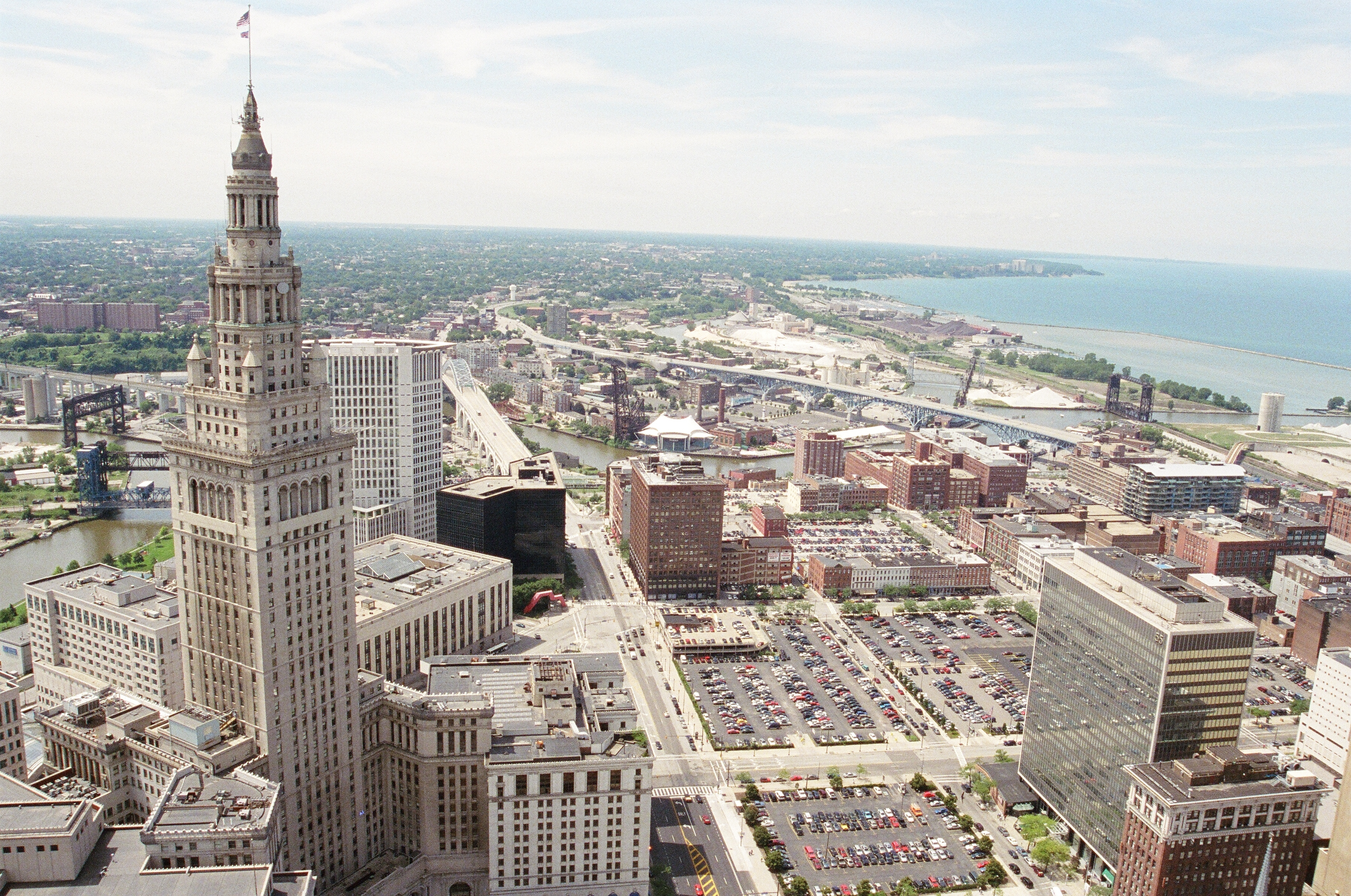
El complex de la Tower City Center.

Els residents de Cleveland sovint es defineixen a ells mateixos en termes de si viuen en la part est o en la part oest del riu Cuyahoga. La part est inclou els següents barris: Buckeye-Shaker Square, Central, Collinwood, Corlett, Euclid-Green, Fairfax, Forest Hills, Glenville, Payne/Goodrich-Kirtland Park, Hough, Kinsman, Lee Harvard/Seville-Miles, Mount Pleasant, Nottingham, St. Clair-Superior, Union-Miles Park, University Circle, Little Italy, i Woodland Hills. La part oest de la ciutat inclou els següents barris: Brooklyn Centre, Clark-Fulton, Detroit-Shoreway, Cudell, Edgewater, Ohio City, Old Brooklyn, Stockyards, West Boulevard, i els quatre barris col·loquialment coneguts com a West Park: Kamm's Corners, Jefferson, Puritas-Longmead, i Riverside. Tres barris a la vall de Cuyahoga se'ls coneix de vegades com la part sud: Industrial Valley/Duck Island, Slavic Village (Broadway nord i sud), i Tremont.
Diversos barris urbans han començat a gentrificar en els últims anys. Àrees en la part oest (Ohio City, Tremont, Detroit-Shoreway, i Edgewater) i en la part est (Hough, Fairfax, i Little Italy) han tingut èxit atraient un nombre creixent d'artistes, gais, i professionals joves, que alhora estan incitant nous desenvolupaments residencials. A més, la divisió en zones vida-treball per a la part més propera a l'est de la ciutat ha facilitat la transformació d'antics edificis industrials en lofts per a artistes.

### Clima
La riba del llac Erie està molt a prop de l'est-oest des de la desembocadura del Cuyahoga a l'oest de Sandusky, però en la desembocadura del Cuyahoga es torna bruscament cap al nord-oest. Aquesta característica és la principal contribuidora a l'anomenat "efecte llac", que és un pilar principal del temps de Cleveland (especialment en la part est) des de mitjan novembre fins que la superfície del llac Erie es congela, normalment a la fi de gener o principis de febrer. L'efecte del llac causa que la quantitat total de neu oscil·li molt entre diferents parts de la ciutat; mentre l'Aeroport Hopkins només ha aconseguit 254 cm de nevada en una temporada tres vegades des de 1968, les quantitats totals per temporades que s'aproximen o excedeixen els 254 cm són comuns en una àrea coneguda com el "Snow Belt", estenent-se des de la part est de Cleveland, els afores a l'est i fins a la riba del llac Erie fins a Buffalo.
El rècord històric màxim a Cleveland de 40°C va ser establert el 25 de juny de 1988, i el rècord històric mínim de −29 °C va ser aconseguit el 19 de gener de 1994. De mitjana, el juliol és el mes més calorós amb una temperatura mitjana de 22,2 °C, i el gener, amb una temperatura mitjana de −3.5 °C, és el més fred. La precipitació normal anual basada en el període de 30 anys des de 1971 a 2000 és 930 mm.

## Demografia
Segons el Cens dels Estats Units del 2000 residien a la ciutat 478.403 persones, 190.638 llars, i 111.904 famílies. La densitat de població era de 2.380,9/km². Hi havia 215.856 llars amb una densitat mitjana de 1.074,3/km². El mapa racial de la ciutat era 41,49% blancs, 50,99% negres o afroamericans, 0,30% americans nadius, 1,35% asiàtics, 0,04% illencs del Pacífic, 3,59% d'altres races, i 2,24% de dues o més races. El 7,26% de la població era hispana o llatina de qualsevol raça. Els grups ètnics inclouen alemanys (9,2%), irlandesos (8,2%), polonesos (4,8%), italians (4,6%) i anglesos (2,8%). Hi ha també altres comunitats substancials d'hongaresos, grecs, àrabs, ucraïnesos, romanesos, txecs, eslovacs, lituans, croats, serbis, eslovens, montenegrins i albanesos.
Hi havia 190.638 llars de les quals el 29,9% tenien fills menors de 18 anys vivint amb ells, el 28,5% eren parelles casades vivint juntes, el 24,8% tenien una mestressa de casa que era una dona sense marit i el 41,3% no eren famílies. El 35,2% de totes les llars eren de solters i l'11,1% tenien algú vivint sol que era major de 65 anys. La grandària mitjana de la família era de 3,19. La població estava repartida amb el 28,5% menors de 18 anys, el 9,5% entre 18 i 24, el 30,4% entre 25 i 44, el 19,0% entre 45 i 64, i el 12,5% de més de 65 anys. La mitjana d'edat era de 33 anys. Per cada 100 dones hi havia 90 homes. Per cada 100 dones de més de 18 anys, hi havia 85,2 homes.
Els ingressos mitjans per a una llar a la ciutat eren de $25.928, i els ingressos mitjans per a una família eren $30.286. Els homes tenien una mitjana d'ingressos de $30.610 contra els $24.214 de les dones. La renda per capita per a la ciutat era de $14.291. El 26,3% de la població i el 22,9% de les famílies estaven per sota del llindar de pobresa. Entre la població total, el 37,6% d'aquests menors de 18 i el 16,8% d'aquests de 65 o més estaven vivint per sota del llindar de pobresa.

## Govern i política
La posició de Cleveland com un centre manufacturer el va establir com un brou de cultiu d'activitats sindicals a principis de la seva història. Això va contribuir a un progressisme polític que ha influenciat la política de Cleveland fins avui en dia. Mentre altres parts d'Ohio, particularment Cincinnati i la porció del sud de l'estat, han recolzat històricament el Partit Republicà, Cleveland comunament produeix el suport més fort de l'estat pels Demòcrates; Els dos representants de Cleveland en la Cambra de Representants dels Estats Units són Demòcrates: Dennis Kucinich i Stephanie Tubbs Jones. Durant les eleccions presidencials del 2004, encara que George W. Bush va guanyar a Ohio, John Kerry va guanyar al Comtat de Cuyahoga, la qual cosa li va donar el suport més fort de l'estat.
La ciutat de Cleveland opera amb una forma de govern alcalde-consell. L'alcalde és el cap executiu de la ciutat, i el càrrec està actualment ocupat per Frank G. Jackson.

## Economia

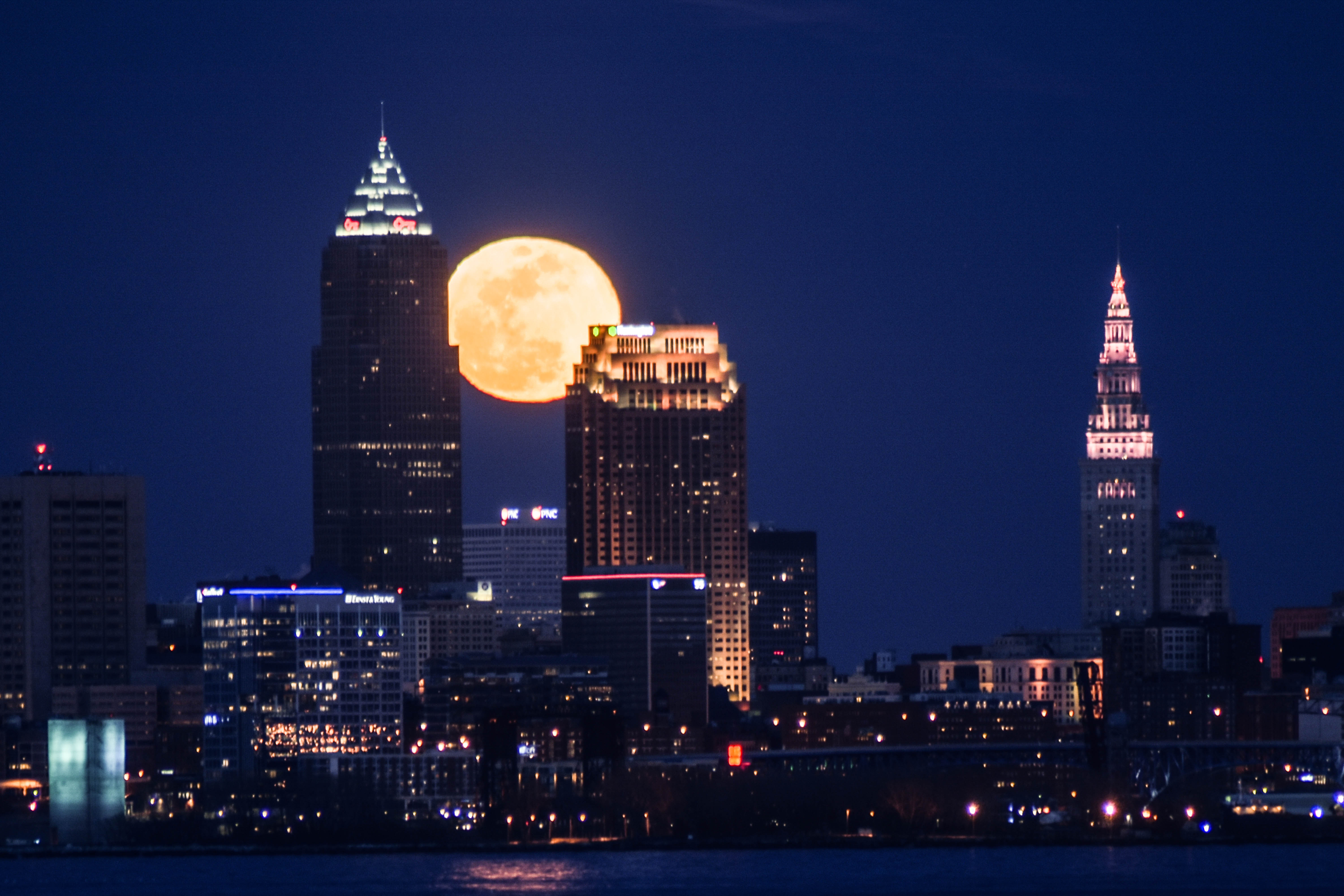
Vista del centre de Cleveland.

La situació de Cleveland en el riu Cuyahoga i el llac Erie va ser providencial en el creixement de la ciutat i la seva indústria. Cleveland va experimentar un creixement explosiu després de l'obertura del canal d'Ohio i Erie, convertint la ciutat en un dels centres manufacturers d'Amèrica. L'acer i molts altres béns manufacturats van ser les indústries principals.
La ciutat va ser copejada durament amb la caiguda de la manufactura, però va diversificar la seva economia per incloure indústries basades en els serveis. Cleveland és la seu central corporativa de moltes grans companyies com la National City Corporation, Eaton Corporation, Forest City Enterprises, Sherwin-Williams Company, i KeyCorp. La NASA manté una instal·lació a Cleveland, el Centre de Recerca Glenn.

## Educació
Cleveland és la seu de múltiples colleges i universitats. La més prominent entre aquestes és la Case Western Reserve University, una cèlebre institució de recerca i ensenyament situat a la University Circle. Case és una universitat privada, la universitat més valorada a Ohio i la número 37 als Estats Units segons O.S. News & World Report, i és la seu de diversos programes de graduació altament valorats. La University Circle és també la seu del Cleveland Institute of Art, el Cleveland Institute of Music, i l'Ohio College of Podiatric Medicine. La Cleveland State University, situada al centre de Cleveland, és la universitat pública de la ciutat. A més de CSU, el centre alberga el campus metropolità del Cuyahoga Community College, la institució d'educació superior del comtat, així com la Myers University, una escola privada que se centra a l'educació per als negocis. El Districte Escolar Metropolità de Cleveland gestiona les escoles públiques.

## Transport

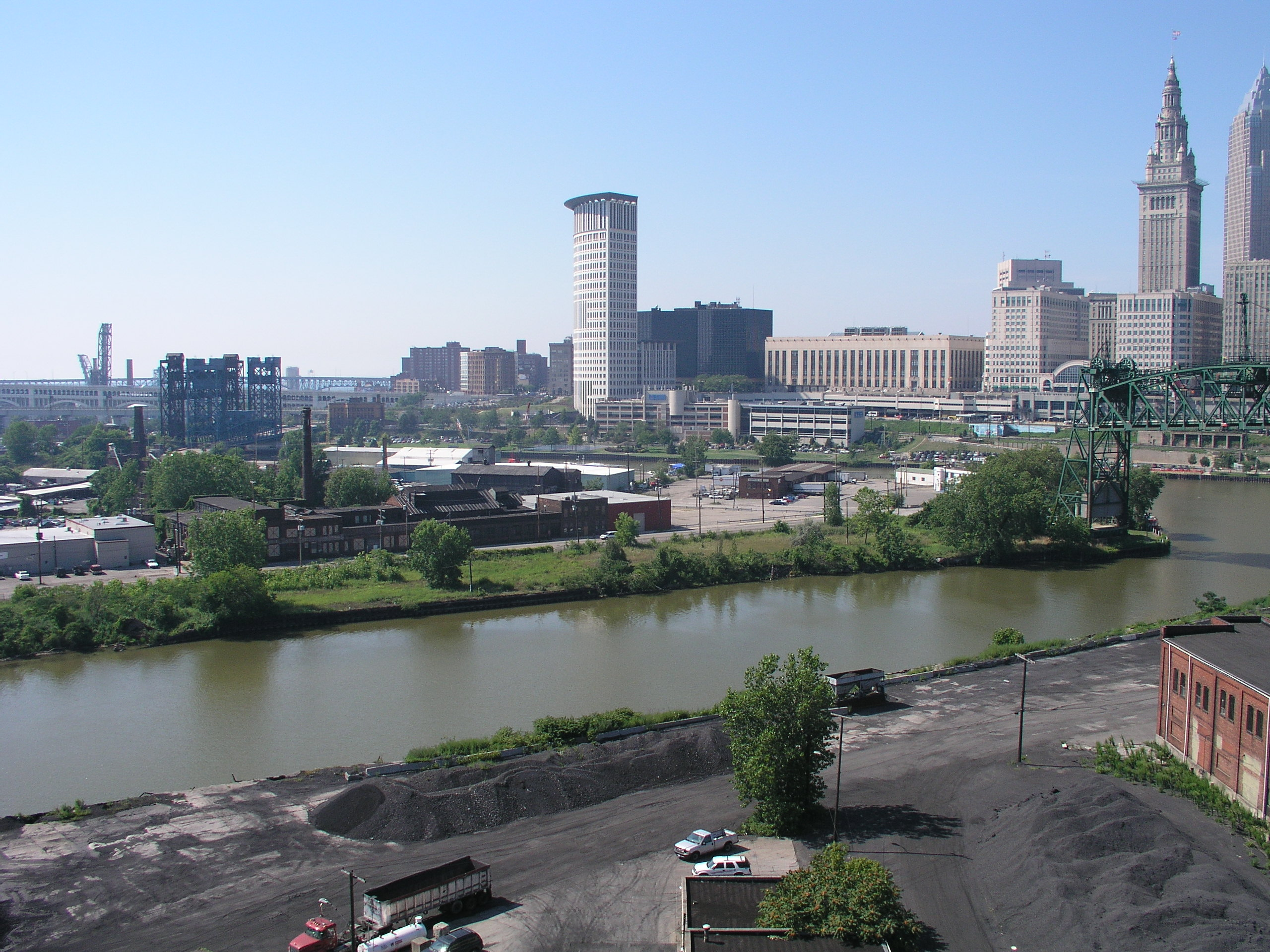
Riu Cuyahoga al centre de Cleveland.

La ciutat és la seu de dos aeroports. L'aeroport Internacional Hopkins és la instal·lació més gran de la ciutat i un important aeroport internacional que serveix com un dels tres principals enllaços aeris para Continental Airlines. Té la distinció d'haver estat el primer aeroport amb connexió ràpida cap al centre de la ciutat, creat el 1968. El 1930 l'aeroport va ser el lloc del primer sistema d'il·luminat del camp d'aviació i de la primera torre de control de tràfic aeri. A més de l'Hopkins, Cleveland està servit amb l'aeroport Burke Lakefront, a la riba nord del centre entre el llac Erie i la carretera de la riba. Burke és principalment un aeroport de negocis i treball, encara que va permetre serveis aeris comercials a principis dels anys 1990.
Cleveland actualment té una xarxa de busos i metro públics. Consisteix en dues línies de metro, conegudes com les línies verda i blava, i una línia de ferrocarril, la línia vermella.
Tres autopistes interestatals de dos dígits serveixen a Cleveland directament. La interestatal 71 comença just al sud-oest del centre i és la principal ruta des del centre de Cleveland fins a l'aeroport. La interestatal 71 passa pel sud-est dels afores i finalment connecta Cleveland amb Columbus. La interestatal 77 comença al centre de Cleveland i avança cap al sud a través dels barris perifèrics del sud. La interestatal 77 és la que té menys tràfic de les tres, encara que connecta Cleveland amb Akron. La interestatal 90 connecta les dues parts de Cleveland, i és el final nord per la interestatal 71 i la interestatal 77.
El comtat de Cuyahoga, que és el més poblat d'Ohio segons el cens de 2010, i el centre administratiu del qual és Cleveland, es connecta amb aquest a través de la Ruta 82 en creuar pel pont d'alt nivell Brecksville – Northfield. L'atractiu pont, dissenyat per Alfred M. Pelgate, mesura 1.130 peus (344.424 metres) d'alt i s'estén a través del riu Cuyahoga.
El 30 d'abril de 2012, el Grup de Tasques de Terrorisme de l'FBI va detenir a cinc individus acusats de conspirar per usar explosius amb la finalitat de destruir aquest pont. Douglas Wright, Brandon Baxter i Hayne Anthony van ser acusats de conspiració i possible ús de materials explosius per danyar la propietat física que afecta el comerç interestatal. Els càrrecs per als altres dos integrants del grup, Stevens Connor i Josué Stafford continuen pendents. El grup es va autoproclamar com a “anarquista” i continua sota vigilància de la policia.
Els sospitosos buscaven detonar el pont a través d'un control remot des de l'estació de tren Cuyahoga Valley Scenic Railroad Brecksville, i per distreure a les autoritats anaven a usar bombes de fum segons va informar l'FBI a través d'un comunicat de premsa. L'FBI es va abstenir de donar més declaracions per “permetre que el procés judicial es desenvolupi i expliqui la història” segons va informar l'agent especial Vicki Anderson.
Ni el pont ni el públic van estar en perill. No obstant això, l'alerta va créixer per l'aniversari de la mort d'Osama Bin Laden.

## Persones il·lustres
- John Griswold White (1845–1928), bibliòfil
- Donald Arthur Glaser (1926-2013), físic Premi Nobel de Física de 1960.
- William Lipscomb (1919-2011), químic, Premi Nobel de Química de 1976.
- Charles G. Sommer (1864-1925) compositor, pedagog i crític musical.
- Mina Rees (1902-1997), matemàtica
- West Craven (1939 - 2015), actor
- Joel Grey (1932 -) actor

## Ciutats agermanades
- Alexandria (Egipte)
- Bahir Dar (Etiòpia)
- Bangalore (Índia)
- Brașov (Romania)
- Bratislava (Eslovàquia)
- Cleveland (Regne Unit)
- Conakry (Guinea)
- Fier (Albània)
- Gdańsk (Polònia)
- Heidenheim (Alemanya)
- Guadalajara (Jalisco, Mèxic)
- Holon (Israel)
- Ibadan (Nigèria)
- Klaipėda (Lituània)
- Lima (Perú)
- Ljubljana (Eslovènia)
- Miskolc (Hongria)
- Meanguera (El Salvador)
- Taipei (Taiwan, Xina)
- Volgograd (Rússia)
- Comtat de Mayo (Irlanda)